# Kubilėliai
Kubilėliai − wieś na Litwie, w okręgu mariampolskim, w rejonie szakowskim, w gminie Władysławów. W 2011 roku liczyła 91 mieszkańców.